# José María Martínez-Hidalgo y Terán
Pour les articles homonymes, voir Martínez, Hidalgo et Terán.
José María Martínez-Hidalgo y Terán, né le 11 décembre 1913 à Sama de Langreo (es) et mort le 7 février 2005 à Barcelone, est un marin espagnol. Il commence sa carrière dans la marine marchande et devient plus tard officier de l'Armée Espagnole. En 1958, il est nommé directeur du Musée maritime de Barcelone, charge qu'il a exercée jusqu'à sa retraite en 1983.

## Biographie
(septembre 2017).
Le contenu est difficilement compréhensible vu les erreurs de traduction, qui sont peut-être dues à l'utilisation d'un logiciel de traduction automatique.
Pendant sa carrière au Musée maritime de Barcelone, José María Martínez-Hidalgo rassemble la documentation sur la galère Real. Il la publie dans son livre Lepanto: la batalla, la galera "Real". Recuerdos, reliquias y trofeos. Grâce à toutes ces données le Musée maritime de Barcelone a pu commencer la construction d'une réplique de la Real en 1965 et l'achever en 1971. La galère Real originale, construite dans le chantier naval où se trouve maintenant le musée Maritime, avait été le navire amiral de Juan d'Autriche de la Sainte-Ligue, au cours de la bataille de Lépante dans le golfe de Corinthe, remportée face aux Turcs en 1571[incompréhensible].
Entre 1975 et 1978, Martínez-Hidalgo assiste au transfert de propriété du Musée maritime lors du retour de la démocratie. Plus tard, en 1993, se constitue le "Consorci de les Drassanes Reials i Museu Marítim de Barcelona")[pas clair].
En 1983, subventionné par l'Armée espagnole et l'Institut d'histoire navale et de la culture de l'Espagne, Martínez-Hidalgo se consacre à l'étude des trois caravelles de Christophe Colomb. Cette étude sert de base pour le projet de construction des répliques de la Santa María, de La Pinta et de La Niña, les trois navires de Colomb,.
Il collabore avec Javier Pastor Quijada à l'écriture des Évocations sur la Coca de Mataró.. À sa mort sa bibliothèque privée est cédée au Club Nautique Arenys de Mar (CNAM), dont il en était membre.

## Œuvre
- (en) Columbus ships, Barre, Barre Publishers, 1966, xii-123.
- (es) Las naves del descubrimiento y sus hombres, Madrid, Mapfre, coll. « Mar y América » (no 5), 1991, xii-288 (ISBN 84-7100-279-5 et 978-84-7100-279-2, OCLC 318321682).
- (es) Enciclopedia general del mar, 1957, 9 volumes.
- (es) Diccionario náutico : con equivalencias en inglés y francés, Barcelone, Nauta, 2002, 2e éd. (1re éd. 1977), 552 p. (ISBN 84-8259-378-1 et 978-84-8259-378-4, OCLC 433515196).
- (ca + es) Avec Laureano Carbonell Relat, Vocabulari marítim : català-castellà, Barcelone, Noray, 1998, 317 p. (ISBN 84-7486-105-5 et 978-84-7486-105-1, OCLC 432800354).
- (es) Lepanto : La batalla. La galera "real" : Recuerdos, reliquias y trofeos, Madrid, Sekotia, 2010, 237 p. (ISBN 978-84-96899-54-4 et 8496899543, OCLC 912433039).
- (es) El Museo Marítimo de Barcelona, Barcelone, Silex, 1985 (1re éd. 1984), p. 5.
- (es) Historia y leyenda de la aguja magnética, contribución de los españoles al progreso de la náutica, Barcelone, Gustavo Gili, 1946, 252 p. (OCLC 802713919).
- (es) Avec Fernando Sánchez Argüelles, Catálogo general del Museo Marítimo, 1965, Barcelone, Diputación Provincial de Barcelona, coll. « Publicaciones del Museo Marítimo » (no 4), 1965, 348 p. (OCLC 494314071).